# روشيل سيناتور
روشيل سيناتور (بالإنجليزية: Roshel Senator) هي سيارة عسكرية مدرعة مدولبة أنتجتها شركة روشيل الكندية، استنادًا إلى هيكل فورد إف-550. بصفتها ناقلة جنود مدرعة، فهي مصممة للحماية من نيران الأسلحة الصغيرة. على الرغم من تصميمها كمنصة لقوات الأسلحة والتكتيكات الخاصة متعددة الاستخدامات بشكل فعال، لأنشطة حفظ السلام وإنفاذ القانون، فهي قادرة على أداء مهام خفيفة كناقلة أفراد مدرعة أو مركبة مشاة متحركة.
تصنفها روشيل على أنها ناقلة جند مدرعة.

## التاريخ
بدأ الإنتاج في أبريل 2018، ودخلت السيارة الخدمة في وقت لاحق من ذلك العام.
في عام 2020، خلال رحلة الاختبار كرو دراجون ديمو-2 ، استُخدمت مركبات روشيل سيناتور لتأمين رواد الفضاء بوب بهنكن ودوج هيرلي.
في عام 2022، شُحنت العديد من مربكات سناتور المصنعة حديثًا إلى أوكرانيا كجزء من حزم المساعدات العسكرية للحكومة الأوكرانية أثناء الغزو الروسي. وقد نُشر بعض مركبات سيناتور المتبرع بها من قبل خدمة حدود الدولة في أوكرانيا. واستجابة للزيادة في الطلب، أُعلن أن شركة روشيل تخطط لزيادة الإنتاج إلى 1000 مركبة سنويًّا. كانت هذه هي المرة الأولى التي تستخدم فيها المركبة في القتال.
في يناير 2023، أعلنت كندا عن حزمة مساعدات لأوكرانيا بقيمة 90 مليون دولار كندي (67.3 مليون دولار أمريكي) لـ 200 مركبة من طراز روشيل سيناتور. وفي الشهر نفسه، أعلن وزير الداخلية في كانتون توزلا في البوسنة والهرسك الحصول على أربعة مركبات روشيل سيناتور لتستخدمهم الشرطة.
بحلول 10 يوليو 2023، أفاد موقع defense-blog.com عن تسليم 550 مركبة سيناتور إلى القوات المسلحة الأوكرانية.
اعتبارًا من 3 سبتمبر 2024، تأكد بصريًّا تدمير 16 وحدة وتضرر 10 وحدات والاستيلاء على 4 وحدات أخرى من قبل القوات الروسية.
في 21 أكتوبر 2023، استلمت أوكرانيا دفعة أخرى من مركبات سيناتور، بإجمالي 750 وحدة.
في 21 ديسمبر 2023، سُلمت السيناتور رقم 1000 إلى القوات المسلحة الأوكرانية.
شوهدت مركبات روشيل سيناتور قيد الاستخدام النشط في غزو منطقة كورسك في أغسطس 2024. اعتبارًا من 4 مارس 2025، دُمرت 56 مركبة أو أُتلفت أو استولت عليها القوات الروسية.

## الطرازات
- Senator APC: الإصدار الأصلي متاح من عام 2018 فصاعدًا، يتميز بهيكل SUV بأربعة أبواب مع باب خلفي واحد وسعة تصل إلى 10 ركاب.
  - مركبة الاستجابة للطوارئ: نسخة موجهة نحو أدوار مركبة الأسلحة والتكتيكات الخاصة، تتميز بحماية CEN B7، وأجهزة الإنذار في حالات الطوارئ، وكاميرات الرؤية الخارجية.[16]
  - شاحنة بيك أب سيناتور: طراز موجه لنقل البضائع يتميز بهيكل شاحنة بيك أب بأربعة أبواب وكابينة طاقم تتسع لخمسة ركاب وحمولة تصل إلى 3500 كجم.[17]
  - مركبة الإخلاء الطبي: نسخة موجهة للإخلاء الطبي، تتميز بأبواب خلفية مزدوجة لتحسين الوصول إلى المقصورة الخلفية، وإزالة حامل الأسلحة على السطح، وتركيب نظام تنقية الهواء.[18]
  - التخلص من الذخائر المتفجرة: طراز موجه لأغراض التخلص من القنابل، يتميز بمنحدر خلفي عالي التحمل لنشر روبوتات التخلص من القنابل، بالإضافة إلى سقف أعلى لاستيعاب المعدات المتخصصة.[19]
- Senator MRAP: نسخة مركبة محمية من الكمائن والألغام ومقاومة للألغام، قُدمت أول مرة في عام 2023، وتتميز بهيكل ثنائي الباب معدل تعديلًا كبيرًا مع القدرة على استيعاب ما يصل إلى 8 ركاب. تتميز مركبة Senator MRAP بهيكل مزدوج على شكل حرف V لتعزيز الحماية من الألغام والعبوات الناسفة، وهي معتمدة لتلبية معايير الحماية الباليستية من المستوى الثاني وفقًا لمعايير STANAG 4569 وحماية الانفجار من المستوى الثالث.[20]